# Lijst van voetbalinterlands Ierland - Malta
Deze lijst van voetbalinterlands is een overzicht van alle officiële voetbalwedstrijden tussen de nationale teams van Ierland en Malta. De landen speelden tot op heden acht keer tegen elkaar. De eerste ontmoeting, een kwalificatiewedstrijd voor het Europees kampioenschap voetbal 1984, werd gespeeld in Ta' Qali op 30 maart 1983. Het laatste duel, een vriendschappelijke wedstrijd, vond plaats op 20 november 2022 in Ta' Qali.

## Wedstrijden
| № | Plaats   | Datum            | Competitie           | Wedstrijd       | Uitslag |
| - | -------- | ---------------- | -------------------- | --------------- | ------- |
| 1 | Ta' Qali | 30 maart 1983    | EK 1984 kwalificatie | Malta – Ierland | 0 – 1   |
| 2 | Dublin   | 16 november 1983 | EK 1984 kwalificatie | Ierland – Malta | 8 – 0   |
| 3 | Dublin   | 28 mei 1989      | WK 1990 kwalificatie | Ierland – Malta | 2 – 0   |
| 4 | Ta' Qali | 15 november 1989 | WK 1990 kwalificatie | Malta – Ierland | 0 – 2   |
| 5 | Ta' Qali | 2 juni 1990      | Vriendschappelijk    | Malta – Ierland | 0 – 3   |
| 6 | Dublin   | 14 oktober 1998  | EK 2000 kwalificatie | Ierland – Malta | 5 – 0   |
| 7 | Ta' Qali | 8 september 1999 | EK 2000 kwalificatie | Malta – Ierland | 2 – 3   |
| 8 | Ta' Qali | 20 november 2022 | Vriendschappelijk    | Malta − Ierland | 0 − 1   |

## Samenvatting
| Competitie        | Totaal gespeeld | Winst Ierland | Gelijk | Winst Malta | Doelsaldo Ierland – Malta |
| ----------------- | --------------- | ------------- | ------ | ----------- | ------------------------- |
| WK-kwalificatie   | 2               | 2             | 0      | 0           | 4 − 0                     |
| EK-kwalificatie   | 4               | 4             | 0      | 0           | 17 − 2                    |
| Vriendschappelijk | 2               | 2             | 0      | 0           | 4 − 0                     |
| Totaal            | 8               | 8             | 0      | 0           | 25 − 2                    |

## Details

### Eerste ontmoeting
| EK 1984 kwalificatie (Ta' Qali, Malta, 30 maart 1983): |       |                     |
| Malta                                                  | 0 – 1 | Ierland             |
|                                                        | goals | 89' Frank Stapleton |
| - Debuut van Silvio Demanuele (17/07/1961) voor Malta. |       |                     |

### Tweede ontmoeting
| EK 1984 kwalificatie (Dublin, Ierland, 16 november 1983):                                                                                       |       |       |
| Ierland | 8 – 0 | Malta |
| Mark Lawrenson 25' Frank Stapleton 28' Kevin O'Callaghan 35' Mark Lawrenson 63' Kevin Sheedy 74' Liam Brady 76' Kevin Sheedy 84' Gerry Daly 86' | goals |       |

### Derde ontmoeting
| WK 1990 kwalificatie (Dublin, Ierland, 28 mei 1989): |       |       |
| Ierland                                              | 2 – 0 | Malta |
| Ray Houghton 32' Kevin Moran 55'                     | goals |       |

### Vierde ontmoeting
| WK 1990 kwalificatie (Ta' Qali, Malta, 15 november 1989): |       |                                            |
| Malta                                                     | 0 – 2 | Ierland                                    |
|                                                           | goals | 31' John Aldridge 68' (pen.) John Aldridge |

### Vijfde ontmoeting
| Vriendschappelijk (Ta' Qali, Malta, 2 juni 1990): |       |                                                       |
| Malta                                             | 0 – 3 | Ierland                                               |
|                                                   | goals | 43' Niall Quinn 72' Andy Townsend 87' Frank Stapleton |

### Zesde ontmoeting
| EK 2000 kwalificatie (Dublin, Ierland, 14 oktober 1998):                       |       |       |
| Ierland                                                                        | 5 – 0 | Malta |
| Robbie Keane 16' Robbie Keane 19' Roy Keane 53' Niall Quinn 62' Gary Breen 81' | goals |       |

### Zevende ontmoeting
| EK 2000 kwalificatie (Ta' Qali, Malta, 8 september 1999): |       |                                                    |
| Malta                                                     | 2 – 3 | Ierland                                            |
| Brian Said 61' David Carabott 68' (pen.)                  | goals | 13' Robbie Keane 20' Gary Breen 72' Steve Staunton |

FAI · A-internationals · Bondscoaches · Statistieken · Iers vrouwenelftal · Olympisch elftal · Ierland U21 · Ierland U20 · Ierland U19 · Ierland U18 · Ierland U17 · Ierland U16 · Vrouwen U17
1924 – 1929 ·
1930 – 1939 ·
1940 – 1949 ·
1950 – 1959 ·
1960 – 1969 ·
1970 – 1979 ·
1980 – 1989 ·
1990 – 1999 ·
2000 – 2009 ·
2010 – 2019 ·
2020 − 2029
EK 1988 · 
EK 2012 · 
EK 2016
WK 1990 · 
WK 1994 · 
WK 2002
1924 · 
1925 · 
1926 · 
1927 · 
1928 · 
1929 · 
1930 · 
1931 · 
1932 · 
1933 · 
1934 · 
1935 · 
1936 · 
1937 · 
1938 · 
1939 · 
1940 · 1941 · 1942 · 1943 · 1944 · 1945 · 
1946 · 
1947 · 
1948 · 
1949 · 
1950 · 
1951 · 
1952 · 
1953 · 
1954 · 
1955 · 
1956 · 
1957 · 
1958 · 
1959 · 
1960 · 
1961 · 
1962 · 
1963 · 
1964 · 
1965 · 
1966 · 
1967 · 
1968 · 
1969 · 
1970 · 
1971 · 
1972 · 
1973 · 
1974 · 
1975 · 
1976 · 
1977 · 
1978 · 
1979 · 
1980 · 
1981 · 
1982 · 
1983 · 
1984 · 
1985 · 
1986 · 
1987 · 
1988 · 
1989 · 
1990 · 
1991 · 
1992 · 
1993 · 
1994 · 
1995 · 
1996 · 
1997 · 
1998 · 
1999 · 
2000 · 
2001 · 
2002 · 
2003 · 
2004 · 
2005 · 
2006 · 
2007 · 
2008 · 
2009 · 
2010 · 
2011 · 
2012 · 
2013 · 
2014 · 
2015 ·
2016 ·
2017 ·
2018 ·
2019 ·
2020 ·
2021
Albanië ·
Algerije ·
Andorra ·
Argentinië ·
Armenië ·
Australië ·
Azerbeidzjan ·
België ·
Bolivia ·
Bosnië en Herzegovina ·
Brazilië ·
Bulgarije ·
Canada ·
Chili ·
China ·
Colombia ·
Costa Rica ·
Cyprus ·
Denemarken ·
Duitsland ·
Ecuador ·
Egypte ·
Engeland ·
Estland ·
Faeröer ·
Finland ·
Frankrijk ·
Georgië ·
Gibraltar ·
Griekenland ·
Hongarije ·
IJsland ·
Iran ·
Israël ·
Italië ·
Jamaica ·
Joegoslavië ·
Kameroen ·
Kazachstan ·
Kroatië ·
Letland ·
Liechtenstein ·
Litouwen ·
Luxemburg ·
Malta ·
Marokko ·
Mexico ·
Moldavië ·
Montenegro ·
Nederland ·
Nieuw-Zeeland ·
Nigeria ·
Noord-Ierland ·
Noord-Macedonië ·
Noorwegen ·
Oekraïne ·
Oman ·
Oostenrijk ·
Paraguay ·
Polen ·
Portugal ·
Qatar ·
Roemenië ·
Rusland ·
San Marino ·
Saoedi-Arabië ·
Schotland ·
Servië ·
Slowakije ·
Sovjet-Unie ·
Spanje ·
Trinidad en Tobago ·
Tsjechië ·
Tsjecho-Slowakije ·
Tunesië ·
Turkije ·
Uruguay ·
Verenigde Staten ·
Wales ·
Wit-Rusland ·
Zuid-Afrika ·
Zweden ·
Zwitserland
België (2016) · 
Italië (2012) · 
Kroatië (2012) · 
Spanje (2012) · 
Zweden (2016)
Malta Football Association · A-internationals · Bondscoaches · Statistieken · Maltees vrouwenelftal · Malta U21 · Malta U20 · Malta U19 · Malta U18 · Malta U17 · Malta U16
1957 – 1959 ·
1960 – 1969 ·
1970 – 1979 ·
1980 – 1989 ·
1990 – 1999 ·
2000 – 2009 ·
2010 – 2019 ·
2020 − 2029
1957 · 
1958 · 
1959 · 
1960 · 
1961 · 
1962 · 
1963 · 
1964 · 
1965 · 
1966 · 
1967 · 1968 · 
1969 · 
1970 · 
1971 · 
1972 · 
1973 · 
1974 · 
1975 · 
1976 · 
1977 · 
1978 · 
1979 · 
1980 · 
1981 · 
1982 · 
1983 · 
1984 · 
1985 · 
1986 · 
1987 · 
1988 · 
1989 · 
1990 ·
1991 · 
1992 · 
1993 · 
1994 · 
1995 · 
1996 · 
1997 · 
1998 · 
1999 · 
2000 · 
2001 · 
2002 · 
2003 · 
2004 · 
2005 · 
2006 · 
2007 · 
2008 · 
2009 · 
2010 · 
2011 · 
2012 · 
2013 · 
2014 · 
2015 · 
2016 ·
2017 ·
2018 ·
2019 ·
2020 ·
2021 ·
2022
Albanië ·
Algerije ·
Andorra ·
Angola ·
Armenië ·
Azerbeidzjan ·
België ·
Bosnië en Herzegovina · 
Bulgarije ·
Canada ·
Centraal-Afrikaanse Republiek ·
Cyprus ·
DDR ·
Denemarken ·
Duitsland ·
Egypte ·
Engeland ·
Estland ·
Faeröer ·
Finland ·
Frankrijk ·
Gabon ·
Georgië ·
Gibraltar · 
Griekenland ·
Hongarije ·
Ierland ·
IJsland ·
Indonesië ·
Israël ·
Italië ·
Japan ·
Joegoslavië ·
Jordanië ·
Kaapverdië ·
Kazachstan ·
Koeweit ·
Kosovo ·
Kroatië ·
Letland ·
Libanon ·
Libië ·
Liechtenstein ·
Litouwen ·
Luxemburg ·
Moldavië ·
Nederland ·
Noord-Ierland ·
Noord-Macedonië ·
Noorwegen ·
Oekraïne ·
Oostenrijk ·
Polen ·
Portugal ·
Qatar ·
Roemenië ·
Rusland ·
San Marino ·
Schotland ·
Slovenië ·
Slowakije ·
Spanje ·
Thailand ·
Tsjechië ·
Tsjecho-Slowakije ·
Tunesië · 
Turkije · 
Venezuela · 
Verenigde Arabische Emiraten ·
Verenigde Staten ·
Wales ·
Wit-Rusland ·
Zuid-Afrika ·
Zuid-Korea ·
Zweden ·
Zwitserland